# Pasanauri
Pasanauri (georgiska: ფასანაური) är en daba (stadsliknande ort) i Georgien. Den ligger i distriktet Dusjeti och regionen Mtscheta-Mtianeti, i den östra delen av landet. Pasanauri ligger 1 070 meter över havet. Antalet invånare var 1 148 år 2014.